# مسابقات ژیمناستیک هنری زنان اروپا ۲۰۰۰
مسابقات ژیمناستیک هنری اروپا ۲۰۰۰ بیست و سومین دوره مسابقات ژیمناستیک هنری زنان اروپا است.
این مسابقات از ۱۲ تا ۱۴ مه ۲۰۰۰ در پاریس، فرانسه در دو بخش بزرگسالان و جوانان برگزار شده است.

## جدول مدال‌های بزرگسالان
| رتبه | کشور    | طلا | نقره | برنز | مجموع |
| ۱    | روسیه   | ۴   | ۳    | ۲    | ۹     |
| ۲    | رومانی  | ۱   | ۲    | ۱    | ۴     |
| ۳    | فرانسه  | ۱   | -    | -    | ۱     |
| ۴    | اوکراین | -   | ۳    | ۱    | ۴     |
| ۵    | اسپانیا | -   | -    | ۱    | ۱     |